# Ottaviano
Ottaviano község (comune) Olaszország Campania régiójában, Nápoly megyében.

## Fekvése
A megye keleti részén fekszik, Nápolytól 20 km-re keletre. Határai: Boscotrecase, Ercolano, Nola, San Gennaro Vesuviano, San Giuseppe Vesuviano, Somma Vesuviana, Terzigno, Torre del Greco és Trecase.

## Története
Ottavianót a rómaiak alapították, pontosabban a gens Octavia patrícius nemzetség, amelyből Augustus császár is származott.  Nevét (Octavianum) onnan kapta, hogy itt volt Augustus császár apjának, Octaviusnak a családi birtoka, villája. A város különleges, municípiumi státuszt élvezett a birodalom keretei belül. Az ókori város a Vezúv sorozatos kitörései, valamint a gyakori földrengések miatt hamar elnéptelenedett.
A középkori település első emlékei a 11. század elejéről származnak. 1085-ben XI. Gergely pápa misét celebrált templomában, amely az egykori vár előtt állt (ma Palazzo Mediceo). A 13. században Aquinói Szent Tamás családjának tulajdonába került, majd később az Orsini hercegek szerezték meg. II. Károly Anjou király idején teljesen felégették, miután a település lakosai meggyilkolták a király helytartóját illetve ennek kíséretét. 1532-ben Fabrizio Maramaldo szerezte meg, V. Károly király szolgálatában eltöltött évei elismeréseként. Később a mantovai Gonzaga, majd a firenzei Medici család tulajdonába került, akinek a tulajdonában maradt 1860-ig. 
Ottavianóban írta meg Gabriele d’Annunzio híres költeményciklusát, a Hajó-ódákat.
Híres szülöttje Raffaele Cutolo, aki az 1980-as években volt a camorra vezére és innen irányította az egész szervezetet. A 20. század végére azonban sikerült felszámolni a camorra jelenlétét a városban.

## Népessége
A népesség számának alakulása:

## Látnivalói
- San Michele-templom
- Santissimo Rosario-templom'
- Szent Januarius szobra
- Palazzo Mediceo – az egykori erődítményt a 16. században alakította át Bernadetto de Medici saját rezidenciájává.